# Russellova čajová konvice

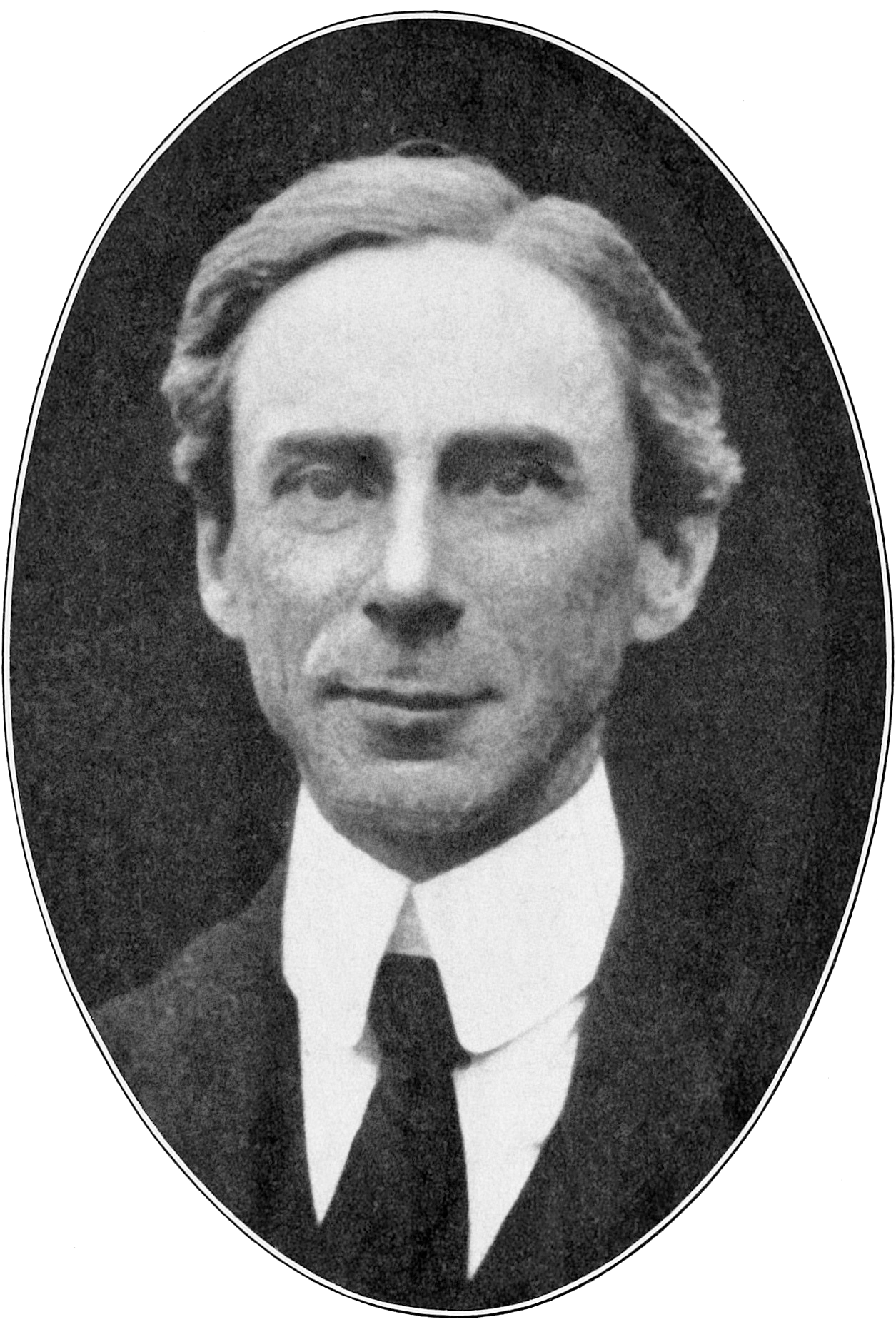
Bertrand Russell

Russellova čajová konvice je analogie, kterou v roce 1952 formuloval britský filozof Bertrand Russell. Pomocí ní chtěl ilustrovat, že filozofické důkazní břemeno má osoba, jež činí empiricky nevyvratitelná tvrzení, takže nemůže přenášet břemeno vyvrácení na ostatní. Russell příměr prvně užil při obhajobě agnosticismu, případně ateismu, v článku „Is There a God?“', který napsal pro časopis Illustrated, který však nebyl otištěn. Později ho však užíval v diskusích.
Russell prohlásil: Představte si, že začnu tvrdit, že mezi Zemí a Marsem se na oběžné dráze kolem Slunce pohybuje předmět velikosti čajové konvice, který nedokáží pro jeho malé rozměry zaměřit ani ty nejlepší pozemské dalekohledy. A teď si představte, že bych vás chtěl přimět věřit, že tento předmět existuje jen proto, že nemůžete dokázat, že neexistuje. Nemělo by to být naopak? Neboli: Povinnost dokázat existenci čajové konvice na oběžné dráze by měl podle Russella ten, kdo by o její existenci přesvědčoval. Dokud se mu to nepodaří, jsou v legitimní pozici ti, co tvrdí „to nemůžeme vědět“, nebo ti, co tvrdí „to je nepravděpodobné“. Stejné je to podle Russella s křesťanským Bohem. Křesťané nemají právo si osobovat organizovat morálku a jiné věci na základě ideje, kterou nejsou schopni dokázat, zaštítěni pouze tvrzením, že tuto ideu nelze ani zcela vyvrátit. Důkazní břemeno je na nich. Proto je legitimnější být jak agnostikem („to nemůžeme vědět“), tak ateistou („to je nepravděpodobné“) a dle zásad agnosticismu, případně ateismu, organizovat svět, dokud náboženství nepodá pádné důkazy o svém základním tvrzení.
Russell příměr pravděpodobně převzal od svého přítele, matematika Franka Ramseyho. Argument používala často i řada jiných ateistů, například Richard Dawkins.